# Esseltes före detta kontors- och lagerhus
| Herkulesgatan 11 i augusti 2015 och i september 1964. |  | Herkulesgatan 11 i augusti 2015 och i september 1964. |
| Herkulesgatan 11 i augusti 2015 och i september 1964. |  |                                                       |

Esseltes före detta kontors- och lagerhus låg i kvarteret Brunkhalsen vid Herkulesgatan 11 på Norrmalm i centrala Stockholm. Byggnaden ritades 1932 för Sveriges litografiska tryckerier av arkitekt Ture Wennerholm i funktionalistisk stil. Fastigheten förvärvades 1979 av svenska staten genom Statens Fastighetsverk för Regeringskansliet. Huset är grönmärkt av Stadsmuseet i Stockholm vilket innebär att det anses vara ”särskilt värdefullt ur historisk, kulturhistorisk, miljömässig eller konstnärlig synpunkt”.

## Historik

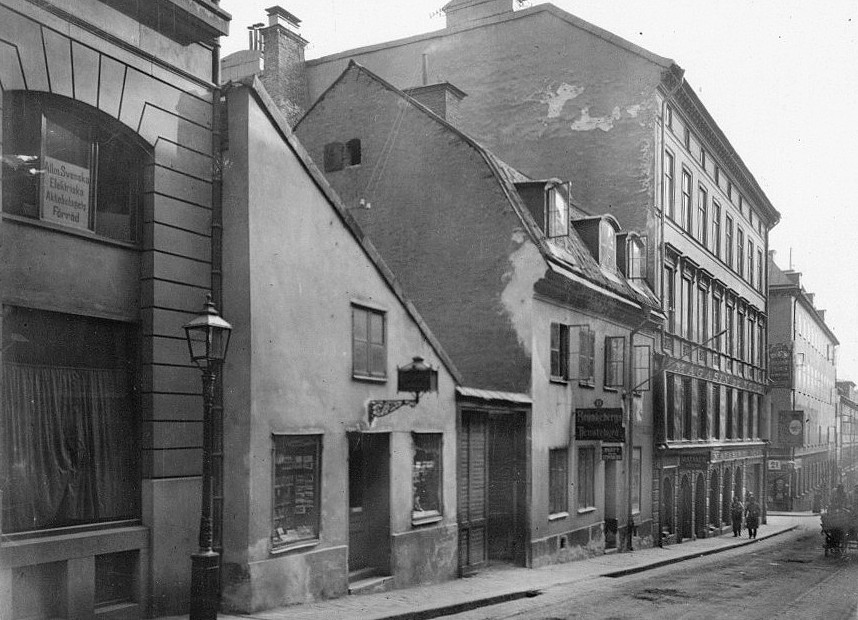
Lilla Vattugatan 9-15 (Herkulesgatans föregångare), omkring 1900.

I slutet av 1920-talet började Sveriges litografiska tryckerier (känt som SLT, eller Esselte) att etablera sin verksamhet i dåvarande Brunkhalsen 4 (Herkulesgatan 11) dit man flyttade till en ny uppförd industribyggnad som ersatte två äldre hus. Den nya industribyggnaden fick en modern konstruktion i armerad betong. Anläggningen byggdes 1926 efter ritningar av AB Industribyrån som delvis följde amerikanska normer. Ansvarig var Theodor Anton Bergen, vid tiden en av Sveriges främsta industrihusarkitekter. Byggnaden hade tre våningar, en indragen vindsvåning och källare. För att garantera hög flexibilitet koncipierades våningsplanen som vägglösa pelardäck. Gatufasaden var täkt av stora spegelglasrutor och översta våningsplanet hade ett stort ljusinsläpp av glasbetongblock.
Förutom lager och kontor för SLT fanns även kontor och lager för Frans Svanströms & C:o som var dotterbolag till SLT. Ungefär samtidigt hade man övertagit hörnhuset Drottninggatan 20 / Herkulesgatan 13 som anpassats till verksamheten genom en ombyggnad av två äldre hus efter ritningar av arkitekterna Rolf Bolin och Theodor Anton Bergen. Här hade SLT sina försäljningslokaler tillsammans med bland andra Gemla leksaksmagasin, Svanströms och I.M. Göthes bok- och pappershandelhandel.

## Branden

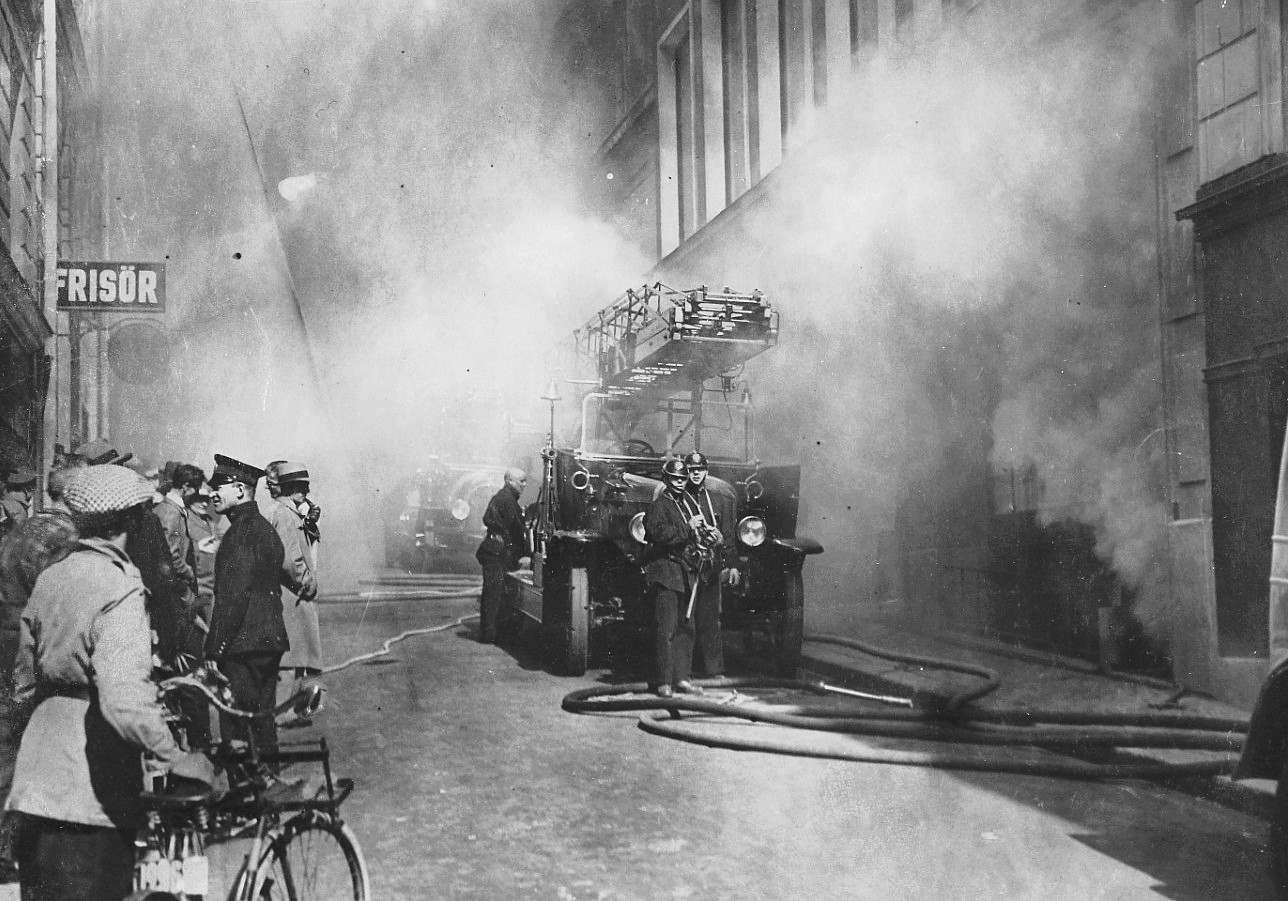
Branden på Herkulesgatan 11, juni 1929.

Den 25 juni 1929 drabbades bebyggelsen i hörnet Drottninggatan 18–20 och Herkulesgatan 11–13 av en omfattande brand. Branden började i källarvåningen av det nybyggda industrihuset vid Herkulesgatan 11 och spred sig via schakt uppåt i byggnaden. Därifrån sökte sig elden genom öppningar i brandmuren även till angränsande fastigheten i väster. 
Det fanns mängder av lättantändligt material vilka alstrade höga temperaturer och giftiga rökgaser som satte ett stort antal brandmän ur spelet. Först efter 20 timmar var branden under kontroll. Det följde flera dagar med eftersläckning och uppröjning. Eldsvådan blev omtalad och uppmärksammad i pressen och betecknades som den värsta på 50 år.
Experter var förbryllade över hur ett hus i modern stålbetongkonstruktion kunde brandskadas så svårt att det måste rivas. Utöver förlusten av byggnaden uppskattades skadan för förstörda varor till fyra miljoner kronor. En tillsatt undersökning kom fram till konstruktionsfel eftersom vissa bärande stålkonstruktioner inte var brandskyddade och gav vika i hettan.

## Nuvarande byggnad

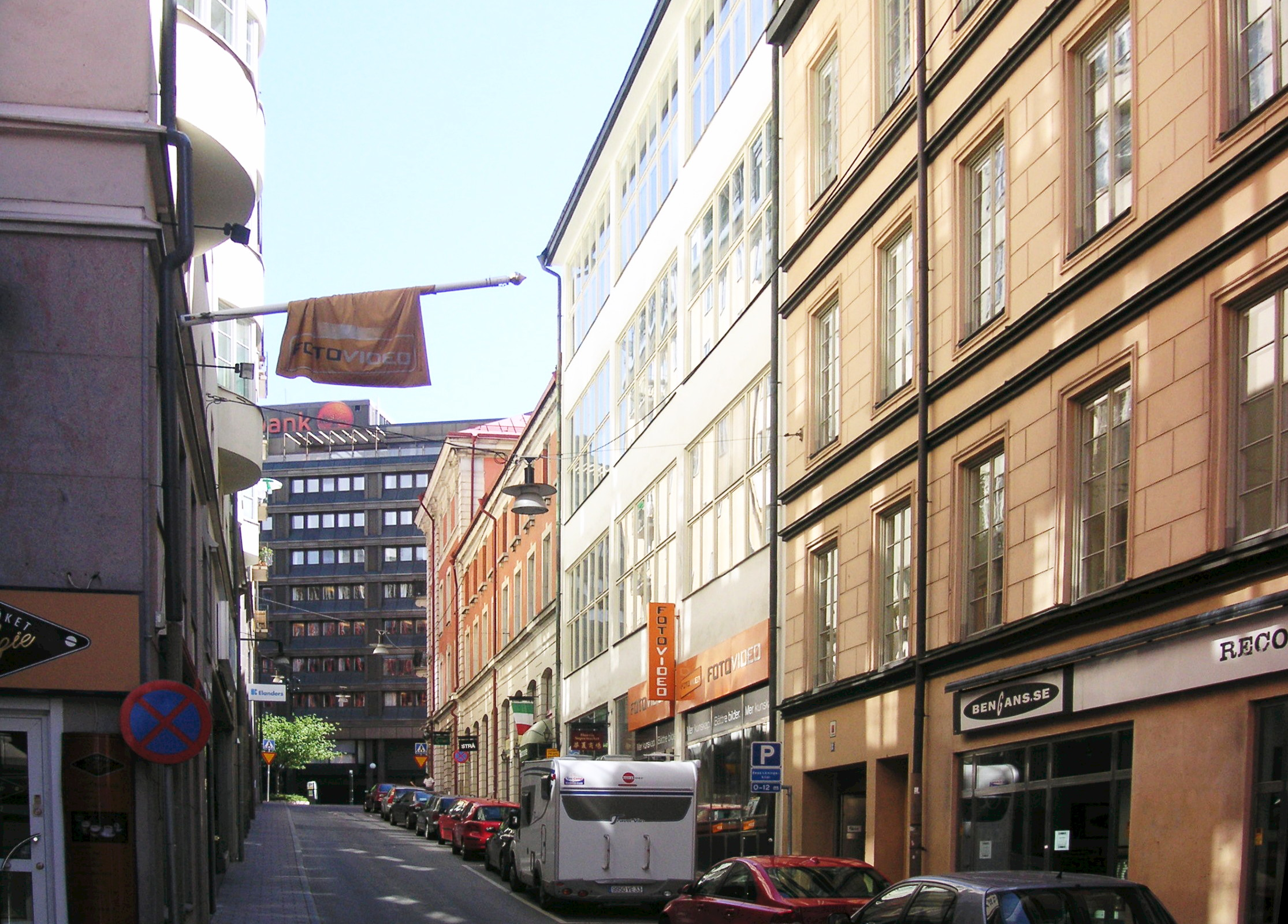
Herkulesgatan österut, juli 2008.

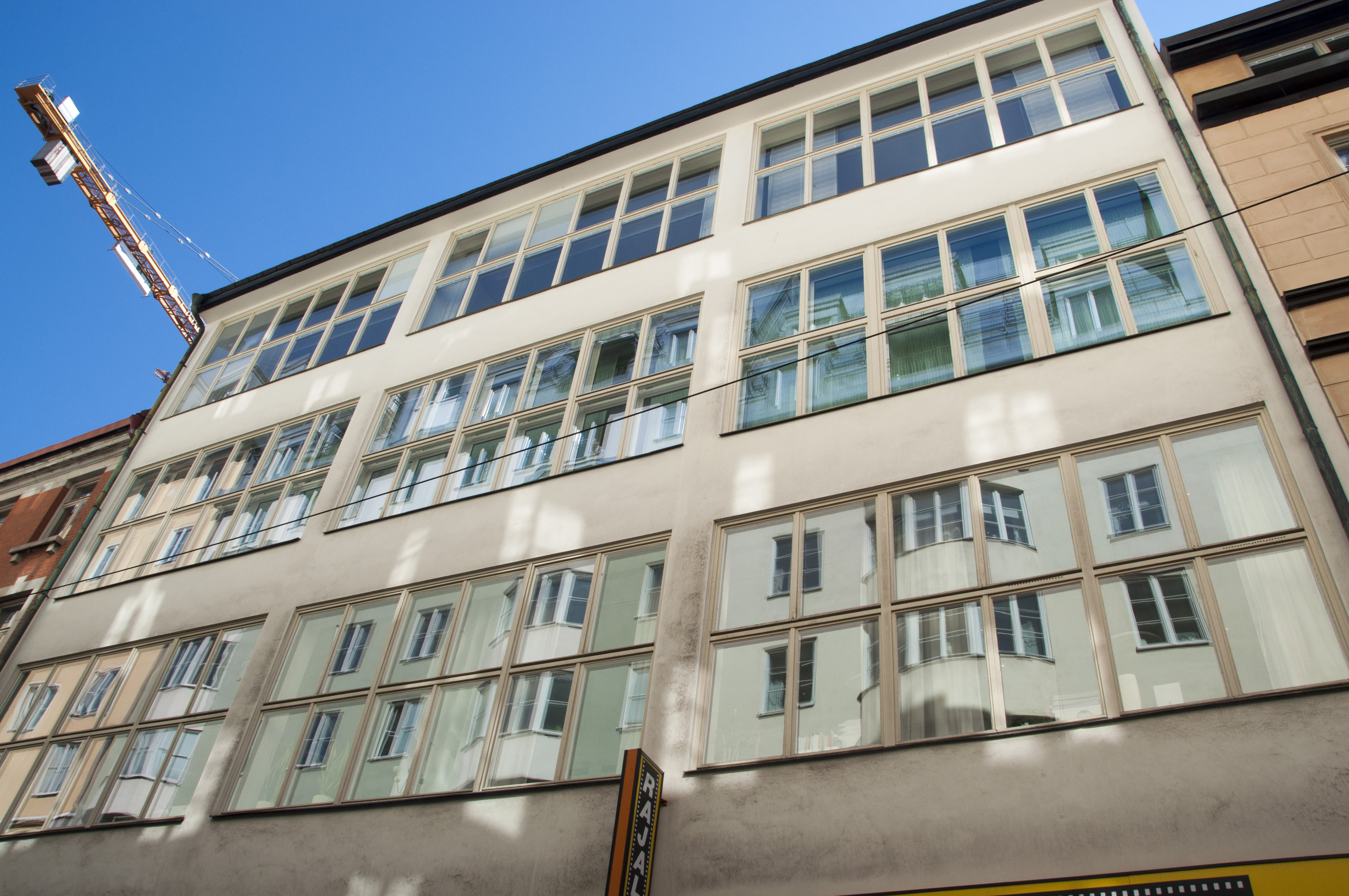
Fasaden mot Herkulesgatan 11, 2015.

Huset vid Herkulesgatan gick inte att återställa och revs. På platsen lät företaget SLT uppföra en ny industribyggnad för kontor och lager. Man anlitade funkisarkitekten Ture Wennerholm att gestalta byggnaden som stod inflyttningsklar 1932. Som entreprenör och byggmästare för hela byggnadsarbetet fungerade ingenjören Axel Olsson. 
Huset fick fyra våningar och två takvåningar samt stora fönsteröppningar med bandverkan i fasaden mot gatan. Mellan fönstren utfördes fasaden som bröstningsband med ytskikt i blekgrön slätputs och plats för reklamtext. Innan staten köpte fastigheten fanns Frans Svanström & C:o, Generalstabens litografiska anstalts förlag samt Fehrlins Handels och Fabriks AB (specialist för dörr- och fönsterbeslag) i huset.

## Husets vidare öden
Wennerholms funkishus från 1932 började förfalla under 1960- och 1970-talen, liksom övriga byggnader i kvarteret. I samband med Norrmalmsregleringen skulle bebyggelsen i kvarteret Brunkhalsen rivas och ett parkeringshus för omkring 600 bilar uppföras. Underhållet eftersattes.
År 1979, när planerna på parkeringshuset hade skrinlagts, överlät Stockholms stad kvarteret Brunkhalsen till staten för att bli en del av Stockholms regeringskvarter. Nyréns arkitektkontor stod som ansvarig arkitekt för anpassningen till den nya verksamheten. 
Kvarterets samtliga byggnader utgör numera en enda fastighet (Brunkhalsen 8) med invändig kommunikation mellan husen. I husen har Kulturdepartementet och Utbildningsdepartementet sina kontorslokaler, gemensam entré är från Drottninggatan 16. I bottenvåningen, Herkulesgatan 11, har fotobutiken Rajala sin butik. Innan dess fanns Fotovideo här.